# Дженнингс, Доминик
Доминик Дженнингс (англ. Dominique Jennings; род. 30 октября 1965, Стокгольм) — американская телевизионная актриса, наиболее известная по роли Вирджинии Харрисон в дневной мыльной опере NBC «Любовь и тайны Сансет Бич», в котором она снималась с 17 марта 1997 по 4 марта 1999 года. На момент трансляции шоу Дженнингс — была единственной афроамериканской актрисой, игравшей злодейку в дневной мыльной опере. Роль принесла Дженнингс номинацию на премию «Дайджеста мыльных опер» как лучшей злодейке дневного эфира.
Дженнингс дебютировала на экране с малой ролью в фильме 1990 года «Крепкий орешек 2». В 1990-х годах она появлялась в эпизодах афроситкомов «Холостые мужчины и незамужние женщины», «Мартин», «Принц из Беверли-Хиллз», «Братья Уэйэнсы» и «Шоу Джейми Фокса». После ухода из сериала «Любовь и тайны Сансет Бич» она появилась в телесериалах «Ангел» и «Следствие по телу».